# حسين نجف
حسين بن نجف بن محمد التبريزي (1746 - 29 أبريل 1835) فقيه وشاعر عراقي. ولد في النجف في عائلة من أصل إيراني أذري. درس في النجف على والده وتدرج في الفقه الجعفري وحضر على محمد مهدي بحر العلوم وبرع في الأدب الديني. له الدرة النجفية في الرد على الأشعرية في مسالة الحسن والقبح العقليين، وديوان كله في في أهل البيت والأئمة الاثنا عشر. توفي في النجف ودفن في العتبة العلوية.  

## سيرته
ولد حسين بن نجف بن محمّد التبريزي المعروف بالكبير ولد في النجف سنة 1159 هـ/ 1746 م ونشأ بها على والده فعني بتربيته، تدرج في دراسته العلمية حتى حضر على محمد مهدي بحر العلوم وتخرج عليه وصحبه. من طلابه هو جواد الحسيني العاملي صاحب مفتاح الكرامة .

توفي بالنجف 2 محرم سنة 1251 هـ/ 29 أبريل 1835 م ودفن بالصحن الشريف بحجرة رقم 11.

## حياته الشخصية
ذكروه كتاب السيرة المسلمين ومعاصريه بين العلماء بأخلاقه الكريمة في التعامل مع الآخرين، «فقد كان يحترم الصغير والكبير على الرغم من كبر سنه، وقد اشتهر عنه أنه ما غضب على أحد، ولا تكدّر منه أحد، وكان يمتلك سخاءً طبعياً وكرماً فطرياً. فإنه كانت تأتيه الأموال الكثيرة وهو مع ذلك مديون لم يأخذ منه شيئاً لوفاء دينه، وكان ينفقها في أقصر وقت، ولا فرق عنده بين القريب والبعيد.» ومن صفاته «أنه كان يطيل في صلاته جداً، حتى أحصي عليه سبعون تسبيحة في الركوع، ومع ذلك كان الناس يتهافتون على الصلاة خلفه، وكان يصلي بالمسجد المعروف في النجف الأشرف بـالمسجد الهندي.فكان يمتلئ على سعته، فربما قد يأتي مصلٍ ولا يجد مكاناً، وكان العلماء يصلون خلفه في الصف الأول، وكانت صلاة الجماعة في زمانه مختصة به.»

## مؤلفاته
- الدرة النجفية في الرد على الأشعرية
- ديوان شعره